# Agrilus notoclavus
Agrilus notoclavus es una especie de insecto del género Agrilus, familia Buprestidae, orden Coleoptera.
Fue descrita científicamente por Jendek, en el año 2000.